# Districte de Nordfriesland
|  | Per a altres significats, vegeu «Frísia». |

El districte de Nordfriestland és un landkreis (districte) a l'estat federal de Slesvig-Holstein (Alemanya). El districte comprèn la major part de la Frísia Septentrional i té com a capital la ciutat de Husum. El nom en alemany és Kreis Nordfriestland, baix alemany Kreis Noordfreesland, també en les varietats de frisó septentrional Kris Nordfraschlönj en mooring, Kreis Nuurdfresklun en fering i Nordfrislands amt en danès.
És juntament amb els districtes de Rendsburg-Eckernförde i Slesvig-Flensburg el tercer en superfície de l'estat federal de Slesvig-Holstein. Hi viuen minories de nordfrisons i danesos i s'hi parlen cinc varietats lingüístiques, a part de l'alemany: baix alemany, danès, südjütisch i les diverses varietats de frisó septentrional.

## Geografia
El Districte de Nordfriesland és al nord-oest de l'estat federal i limita al nord amb Dinamarca, a l'est té frontera administrativa amb el districte de Slesvig-Flensburg (el Fluss forma part d'una de les fronteres naturals i al sud limita amb el districte de Dithmarschen (l'Eider fa de frontera natural). A l'oest té costa amb la Mar del Nord. Un dels penya-segats més septentrionals és l'illa Sylt o Ellenbogen, un dels territoris més al nord d'Alemanya. Els punts més alts són el Sandesberg al municipi d'Ostenfeld (Husum) amb una altitud de 54 m sobre el nivell del mar i la duna Uwe-Düne a Kampen amb 52,5 metres sobre el nivell del mar.

## Història
Sempre hi ha hagut una forta influència de la mar a la regió, que sovint va patir molt de danys per les marors ciclòniques, amb plenamar fins a cinc metres demunt la mitjana. A l'edat mitjana els dics i les rescloses de desguàs no sempre resistien la força de la natura. Des del segle xix es va començar a construir un sistema de dics més sòlids, combinat amb estacions de bombatge i rescloses antimarejades protegeixen el districte contra la pèrdua de terres i vides.
Molts pobles que alguna vegada van existir, ara són al fons del mar. L'exemple més conegut és el petit port de Rungholt, que va ser destruït per una maror ciclònica el 1362. L'illa de Strand es va esvair a la inundació Burchardi, una altra tempesta desastrosa el 1634: arran d'aquesta marea de tempesta, hi ha moltes illes petites en lloc de Strand.
Fins a 1864, l'àrea que ara és Nordfriesland formava part del Ducat de Slesvig, que en si no era part del regne danès, però vinculada als reis de Dinamarca per la unió personal com una entitat separada. Després de l'annexió per Prússia el 1864, es van organitzar tres districtes a la regió: Amt Südtondern al nord, Husum, al centre, i Eiderstedt al sud. El 1970 aquests tres districtes es van fusionar per formar el districte de Nordfriesland.
Nordfriesland és un districte multilingüe: hi ha gent que parla alemany estàndard, el baix alemany, el frisó septentrional i el danès jutlandès del sud. El frisó septentrional es divideix en nou dialectes lleugerament diferents, però és utilitzat principalment per la gent gran a Nordfriesland continental. Encara existeix una comunitat relativament activa de parlants de frisó septentrional a les illes de Föhr i Amrum.

## Composició del districte

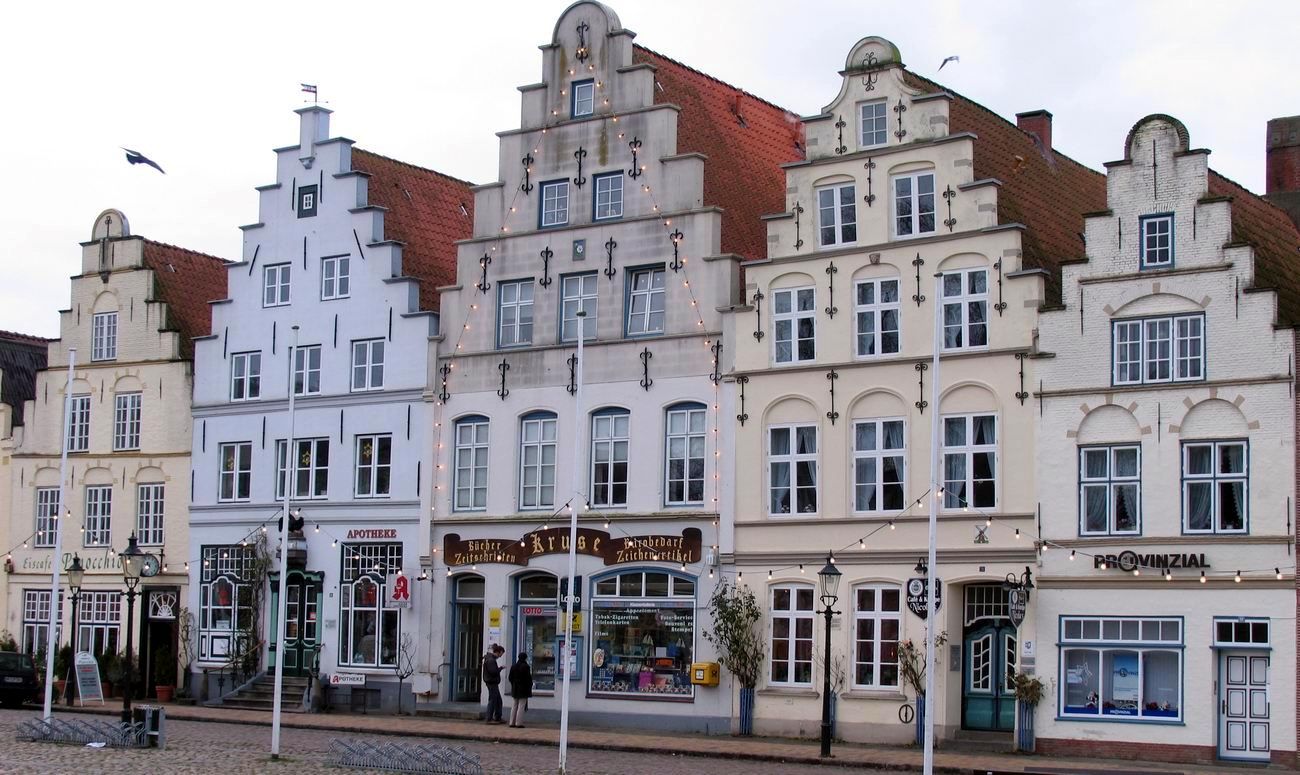
Häuserzeile am Friedrichstädter Markt

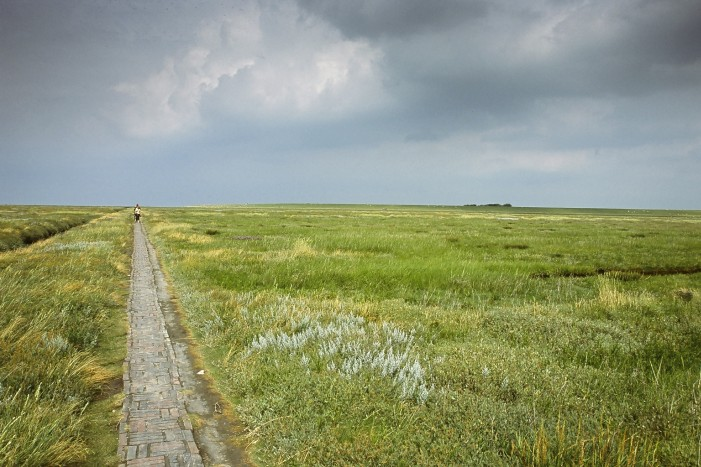
Aiguamolls a Eiderstedt (1)

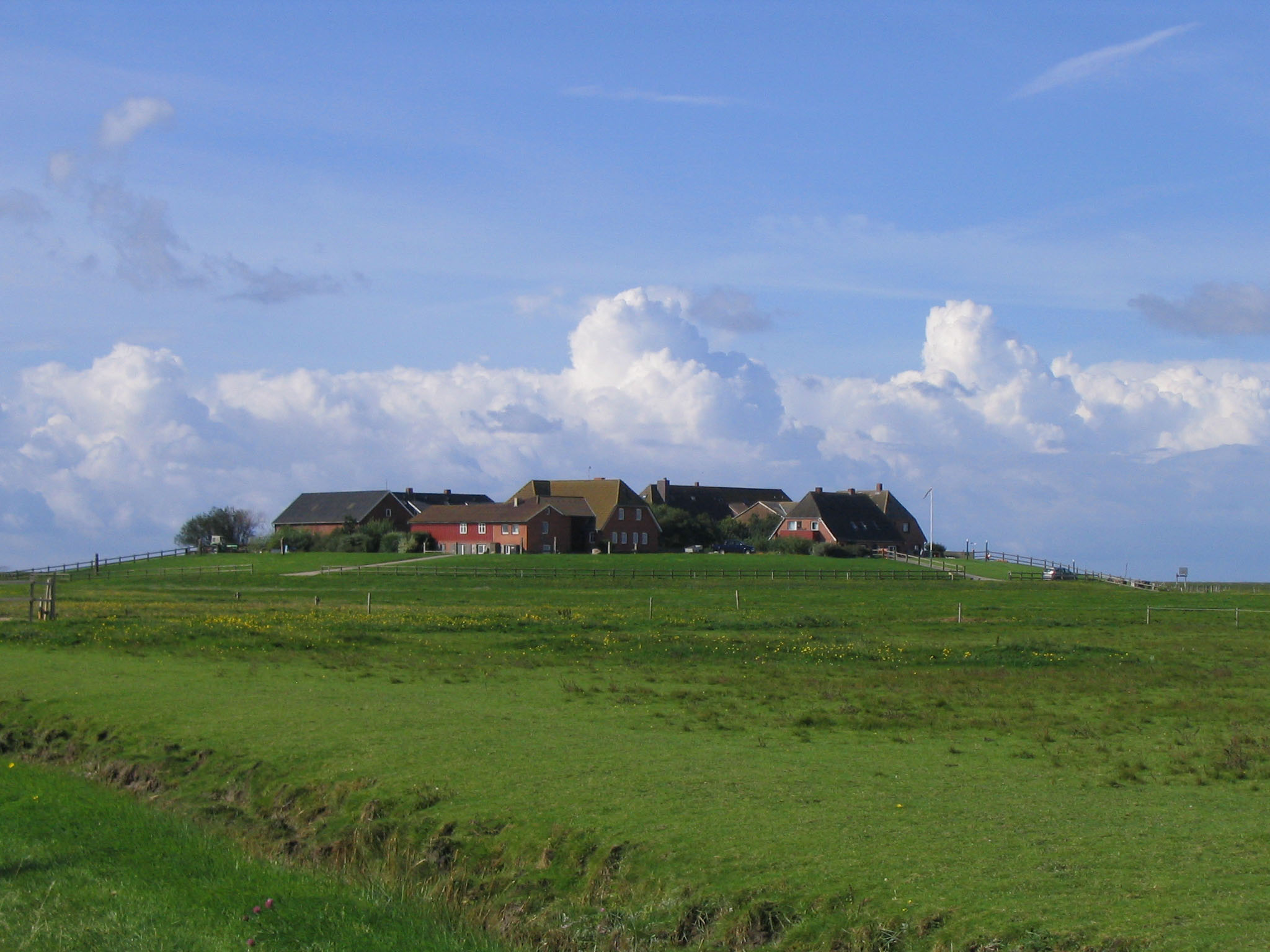
Pòlders a Eiderstedt

| Ciutats independents i municipis                    |
| --------------------------------------------------- |
| 1. Friedrichstadt 2. Husum 3. Tönning 4. Reußenköge |

| Ämter | Ämter | Ämter |
| --- | --- | --- |
| - 1. Amt Eiderstedt 1. Garding1, 2 2. Garding, Kirchspiel 3. Grothusenkoog 4. Katharinenheerd 5. Kotzenbüll 6. Norderfriedrichskoog 7. Oldenswort 8. Osterhever 9. Poppenbüll 10. Sankt Peter-Ording 11. Tating 12. Tetenbüll 13. Tümlauer-Koog 14. Vollerwiek 15. Welt 16. Westerhever - 2. Amt Föhr-Amrum 1. Alkersum 2. Borgsum 3. Dunsum 4. Midlum 5. Nebel 6. Nieblum 7. Norddorf 8. Oevenum 9. Oldsum 10. Süderende 11. Utersum 12. Witsum 13. Wittdün 14. Wrixum 15. Wyk auf Föhr1, 2 - 3. Amt Landschaft Sylt 1. Hörnum 2. Kampen 3. List 4. Sylt¹ 5. Wenningstedt-Braderup | - 4. Amt Mittleres Nordfriesland 1. Ahrenshöft 2. Almdorf 3. Bargum 4. Bohmstedt 5. Bordelum 6. Bredstedt1, 2 7. Breklum 8. Drelsdorf 9. Goldebek 10. Goldelund 11. Högel 12. Joldelund 13. Kolkerheide 14. Langenhorn 15. Lütjenholm 16. Ockholm 17. Sönnebüll 18. Struckum 19. Vollstedt - 5. Amt Nordsee-Treene 1. Arlewatt 2. Drage 3. Elisabeth-Sophien-Koog 4. Fresendelf 5. Hattstedt 6. Hattstedtermarsch 7. Horstedt 8. Hude 9. Koldenbüttel 10. Mildstedt¹ 11. Nordstrand 12. Oldersbek 13. Olderup 14. Ostenfeld 15. Ramstedt 16. Rantrum 17. Schwabstedt 18. Seeth 19. Simonsberg 20. Süderhöft 21. Südermarsch 22. Uelvesbüll 23. Winnert 24. Wisch 25. Wittbek 26. Witzwort 27. Wobbenbüll | - 6. Amt Pellworm 1. Gröde 2. Hooge 3. Langeneß 4. Pellworm¹ - 7. Amt Südtondern 1. Achtrup 2. Aventoft 3. Bosbüll 4. Braderup 5. Bramstedtlund 6. Dagebüll 7. Ellhöft 8. Emmelsbüll-Horsbüll 9. Enge-Sande 10. Friedrich-Wilhelm-Lübke-Koog 11. Galmsbüll 12. Holm 13. Humptrup 14. Karlum 15. Klanxbüll 16. Klixbüll 17. Ladelund 18. Leck 19. Lexgaard 20. Neukirchen 21. Niebüll1, 2 22. Risum-Lindholm 23. Rodenäs 24. Sprakebüll 25. Stadum 26. Stedesand 27. Süderlügum 28. Tinningstedt 29. Uphusum 30. Westre - 8. Amt Viöl 1. Ahrenviöl 2. Ahrenviölfeld 3. Behrendorf 4. Bondelum 5. Haselund 6. Immenstedt 7. Löwenstedt 8. Norstedt 9. Oster-Ohrstedt 10. Schwesing 11. Sollwitt 12. Viöl¹ 13. Wester-Ohrstedt |
| ¹capital de l'Amt; ²ciutat | | |